# 昆布わかめ
昆布 わかめ（こんぶ わかめ）は、日本の女性の漫画家。

## 来歴
『まんがタイムきららMAX』（芳文社）2013年9月号、10月号掲載『あかりのみみはなんのみみ？』でデビュー。その後、同誌の2014年10月号、2015年2月号に『ノノの神様』、2015年7月号、8月号に『るみのマハナ』、2016年1月号、2月号に『まかろにエトワール』が掲載された。『まかろにエトワール』は『夢見るプリマ・ガール！』にタイトル変更し、2016年4月号から2018年3月号まで連載された。
『世界で一番おっぱいが好き!』が『コミックキューン』（KADOKAWA）2017年6月号に読み切りが掲載された後、同誌の2017年9月号より2023年10月号まで連載された。『ジャヒー様はくじけない!』が『月刊ガンガンJOKER』（スクウェア・エニックス）2017年4月号に読み切りが掲載された後、同誌の2017年9月号より連載中で、2021年にテレビアニメ化された。『最近雇ったメイドが怪しい』が『月刊ガンガンJOKER』2020年2月号より2024年10月号まで連載され、2022年にはテレビアニメ化された。

## 作品リスト

### 漫画作品

#### 連載
- THE BEST STAGE ガールフレンド（♪） 〜Side MOMOKO〜（原作：サイバーエージェント、キャラクター原案：QP:flapper、監修・協力：青木良、『ガールフレンド（仮）マガジン』2015年12月号 - 2016年4月号）
- 夢見るプリマ・ガール！（『まんがタイムきららMAX』2016年4月号[12] - 2018年3月号[13]）
- 世界で一番おっぱいが好き!（『コミックキューン』2017年9月号 - 2023年10月号）[15]
- ジャヒー様はくじけない!（『月刊ガンガンJOKER』2017年9月号[16] - 連載中）
- 最近雇ったメイドが怪しい（『月刊ガンガンJOKER』2020年2月号[18] - 2024年10月号[19]）

#### 読み切り
- あかりのみみはなんのみみ？（『まんがタイムきららMAX』2013年9月号、10月号）
- ノノの神様（『まんがタイムきららMAX』2014年10月号、2015年2月号）
- るみのマハナ（『まんがタイムきららMAX』2015年7月号、8月号）
- まかろにエトワール（『まんがタイムきららMAX』2016年1月号、2月号）
- ネガる藤原さん（『月刊ガンガンJOKER』2016年2月号、2017年3月号）
- ジャヒー様はくじけない！（『月刊ガンガンJOKER』2017年4月号）
- ロイヤル日記（原作：Cygames、『シャドウバース 電撃コミックアンソロジー』2017年） - 『Shadowverse』のアンソロジー寄稿作品。
- 世界で一番おっぱいが好き！（『コミックキューン』2017年6月号）
- 変わらないもの（『JCの魅力を楽しむ健全なアンソロジーコミック』2017年）
- 『百合ドリル』の寄稿作品。2018年[21]。
- 『百合ドリル 難問編』の寄稿作品。2019年[22]。
- 嫁が神様だった話（『尊い。4Pショート・ストーリーズ』2019年）
- 『百合ドリル 自由研究編』の寄稿作品。2020年[23]。
- 好きだけど好きだから受け取れない！（『週刊少年マガジン』2020年52号）[24]
- カッコいいって言われたい！（『ヤングジャンプヒロイン2』[25]）
- 恋とおっぱい（『おっぱい百合アンソロジー 2』2025年） - アンソロジー寄稿作品、カバーイラストも担当。

### 書籍

#### 漫画単行本
- 『THE BEST STAGE ガールフレンド（♪） 〜Side MOMOKO〜』、KADOKAWA〈電撃コミックスEX〉2016年、全1巻
- 『夢見るプリマ・ガール！』、芳文社〈まんがタイムKRコミックス〉2017年 - 2018年[13]、全2巻
  1. 2017年2月27日発売[26]、ISBN 978-4-8322-4811-3
  2. 2018年3月27日発売[26]、ISBN 978-4-8322-4933-2
- 『世界で一番おっぱいが好き!』、KADOKAWA〈MFCキューンシリーズ〉2018年[27] - 2023年[28]、全8巻
- 『ジャヒー様はくじけない!』、スクウェア・エニックス〈ガンガンコミックスJOKER〉2018年[29] - 刊行中、既刊11巻（2025年3月22日現在）
- 『最近雇ったメイドが怪しい』、スクウェア・エニックス〈ガンガンコミックスJOKER〉2020年[30] - 2024年[31]、全8巻

#### 画集
- 『Soleil -ソレイユ：昆布わかめ画集-』アールビバン、2023年1月20日発売[32]、ISBN 978-4-8021-3381-4
- 『世界で一番おっぱいが好き！画集』KADOKAWA、2024年3月29日発売[33]、ISBN 978-4-04-683534-5

### その他
- ステラのまほう アンソロジーコミック 1（2016年）イラスト
- サクラクエスト アンソロジーコミック（2017年）イラスト
- ガールズ&パンツァーの日常 4コマコミックアンソロジー 2（2017年）イラスト
- ご注文はうさぎですか？ ラビットハウスアンソロジー 〜coffee break〜（2017年）イラスト
- 俺がラブコメ彼女を絶対に奪い取るまで。（著：戸塚陸、富士見ファンタジア文庫、2020年）イラスト
- アルコール百合アンソロジー・ストロング（2020年）カバーイラスト
- おっぱい百合アンソロジー（2020年）カバーイラスト[34]
- くろバニー（よむ監修画集、2020年）イラスト[35]